# Diadematacea
A Diadematacea korábban öregrendnek számított az Euechinoidea alosztályon belül, azonban manapság szemétkosár-taxonnak számít.

## Rendszerezés
- Diadematoida rend
  - Aspidodiadematidae család
  - Diadematidae család
  - Lissodiadematidae család
  - Micropygidae család
- Echinothurioida rend
  - Echinothuriidae család
- Pedinoida rend 
  - Pedinidae család